# Águilas Blancas
Las Águilas Blancas son un equipo de fútbol americano representativo del Instituto Politécnico Nacional y con una de las más fieles y numerosas aficiones en México. Desde su fundación se ha caracterizado por ser la escuadra más poderosa del IPN y regularmente son la base del selectivo para el "Clásico Poli-Universidad", el partido más importante de la temporada en el país.

## Historia
Surge en 1969 en el campus de Santo Tomás, aunque sus bases se remontan hasta los orígenes del fútbol americano en el Instituto Politécnico Nacional en 1936. El primer entrenador del equipo fue Alfonso “La Chita” Cabrera, posteriormente se designa al Dr. Jacinto Licea como entrenador en jefe, con quien se lograron 5 campeonatos a nivel nacional: 1973, 1981, 1982, 1988 y 1992.
Desde su comienzo ha existido una gran rivalidad con los equipos de la Universidad Nacional Autónoma de México, principalmente con los Cóndores (1969 – 1997) y con los Pumas CU (desde 1998), siendo durante muchos años tanto las Águilas Blancas como los Cóndores los equipos protagonistas de las finales de la ONEFA. 
Antes de iniciar la temporada 2005, las autoridades del IPN decidieron desaparecer el equipo y a los Pieles Rojas (en aquel entonces los dos equipos del Politécnico en liga mayor) con el fin de crear un solo equipo en liga mayor de una forma considerada tramposa, pues en semanas anteriores incluso se había ratificado al Dr. Jacinto Licea como H.C de Águilas Blancas y a Marco Rueda frente a Pieles Rojas. Finalmente, gracias al esfuerzo de coaches, jugadores y aficionados, el equipo no desapareció, suerte que desafortunadamente no tuvieron los antiguos Pieles Rojas.
Para el 2006 terminarían fuera de la Post-temporada con marca de 5 ganados y 4 perdidos.
En el 2007, ya con mayor estabilidad, y estrenando de nueva cuenta casa (el Estadio Joaquín Amaro), las Águilas Blancas tuvieron una mejor temporada en cuanto a nivel de juego se refiere, aunque su marca de 4-5 no lo reflejó; no obstante, gracias al castigo impuesto a los Borregos Salvajes, Campus Toluca, lograron entrar a los play-offs, para derrotar en un partido histórico a los Pumas CU (que se mostraban como amplios favoritos) en el Estadio Olímpico Universitario, viniendo de atrás para derrotar 21-28 a Pumas CU. El QB del Politécnico, Alfredo Lee, con 2 minutos restantes y perdiendo 21-10, vino primero con pase de 30 yardas a Luis Quiñones, y minutos más tarde con envío de cinco yardas a Hugo Canseco para darle la vuelta al marcador 21-22. Con 50 segundos en el reloj, el equipo de la UNAM intentó llevar el ovoide a distancia de gol de campo, que les permitiría sacar el triunfo dramáticamente y avanzar a la semifinal, sin embargo José Luis Esteba realizó una intercepción y la devolvió 64 yardas, sellando así de manera sorprendente la victoria del equipo del Instituto Politécnico Nacional. Ya en semifinal se enfrentaría a los Borregos Salvajes, Campus Estado de México quienes les darían una paliza de 63-10, finalizando así su último año en la conferencia de los 12 grandes, antes de la creación de la Conferencia del Centro.
En la temporada 2008, los Pumas CU derrotaron en su estadio a la escuadra guinda en el campeonato de la Conferencia del Centro por 17 a 0. Video resumen de la final 2008 en Youtube
Al término de la temporada 2011, después de 53 años al frente de Águilas Blancas, se anuncia el retiro del legendario entrenador Jacinto Licea. Posteriormente, el 20 de enero de 2012, se nombra oficialmente a Héctor López Magaña como nuevo entrenador en jefe, quien para hacer patente el cambio de era en el equipo, cambia el tradicional logotipo del casco, además de dejar el color guinda del uniforme, para recuperar el rojo de los inicios de Águilas Blancas.
En 2014, Enrique Zárate, que anteriormente formaba parte del cuerpo técnico de Borregos CEM, asumió como el nuevo entrenador en jefe de Águilas Blancas. Zárate jugó su carrera universitaria con las Águilas Blancas.
En 2019, las Águilas Blancas llegaron a una final de nuevo después de 26 años, pero perdieron contra los Burros Blancos 17-24

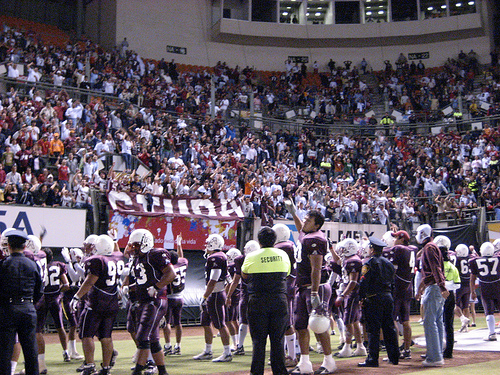
Jugadores de Politécnico reconociendo a los fans después de un partido